# Bondurant (Wyoming)
|  | Dieser Artikel wurde aufgrund von inhaltlichen Mängeln auf der Qualitätssicherungsseite des Projektes USA eingetragen. Hilf mit, die Qualität dieses Artikels auf ein akzeptables Niveau zu bringen, und beteilige dich an der Diskussion! Eine nähere Beschreibung der zu behebenden Mängel fehlt. |

Bondurant ist ein zu Statistikzwecken definiertes Siedlungsgebiet (census-designated place) im Sublette County im Westen des US-Bundesstaates Wyoming in den Vereinigten Staaten. Das U.S. Census Bureau hat bei der Volkszählung 2020 eine Einwohnerzahl von 108 ermittelt. Der Ort liegt auf über 2000 m in den Gros Ventre Mountains am Hoback River und den hier gebündelt verlaufenden U.S.-Highways U.S. 189 und U.S. 191, die das nordwestlich gelegene Tal des Snake Rivers mit dem südlichen weiten Hochtal am Oberlauf des Green River verbinden.
Es hat eine eigene Post und ein Restaurant „Elkhorn“ mit Bar und Tankstelle. Im Winter gibt es dort sehr viel Schnee, bestens geeignet für den Snowmobiling-Sport und wegen der extremen tiefen Wintertemperatur auch zum Eisfischen in den kleinen Seen in nächster Umgebung geeignet. In Bondurant gibt es pro Jahr keine 100 Tage, ohne dass das Thermometer innerhalb von 24 Stunden unter 0 °C sinkt. Die dem Heiligen Hubertus geweihte, episkopale Kirche Church of St. Hubert the Hunter besteht seit 1941, seit 1943 hat die Siedlung auch ein kleines Bibliotheksgebäude in dem auch Bürgerversammlungen und andere Veranstaltungen stattfinden.